# Fruitadens
Fruitadens là một chi khủng long, được Butler Galton Porro Chiappe Henderson & Erickson mô tả khoa học năm 2009.